# Beethoven (film, 1909)
Pour les articles homonymes, voir Beethoven (homonymie).
Pour plus de détails, voir Fiche technique et Distribution.
Beethoven est un film muet français réalisé par Victorin Jasset et sorti en 1909.

## Fiche technique
- Réalisation : Victorin Jasset
- Date de sortie : France : 6 décembre 1909

## Distribution
- Harry Baur : Beethoven [1]
- Germaine Dermoz
- Charles Krauss
- Jean-Marie de l'Isle
- Jeanne Grumbach